# 서동탄역
서동탄역(Seodongtan station, 西東灘驛)은 대한민국 경기도 오산시 세마동에 있는 수도권 전철 1호선의 전철역이자 종착역이다. 이 역부터 남영역까지 지상 구간이고 한국철도공사 구간이다. 심야에 3편성이 주박한다.

## 역사
- 2010년 2월 26일 : 수도권 전철 1호선 서동탄역 개통과 함께 종착역으로 영업 개시

## 개요
이 역은 동탄신도시의 서쪽에 접하는 경기도 오산시 세마동에 있는 역이다. 병점차량사업소에 역사가 있으며, 오산시가 땅을 제공하고, 화성시가 역사 건축비를 제공 한 것으로 인근 동탄1신도시 시민들의 교통편익을 제공하기 위해 추가된 역이다. 이 역에서 출발하는 열차는 광운대까지 운행하는 일부 전동차가 이 역을 시·종착역으로 운행한다. 심야에 3편성이 주박한다.

## 역 번호
역 번호는 병점역에 달린 분기지선의 의미로 P157-1이다. 역 번호 맨 앞에 붙은 P는 분기선에 부여되는 것인데 수도권 전철 1호선 경부선-장항선 가산디지털단지역~신창역 구간의 역들은 P1○○ 형태의 역 번호를 사용하고 있다. 이 역은 이 구간에서 다시 분기된 노선에 있는 역이다. 그래서 역 번호가 P157인 병점역에서 따로 분기된 후 만나는 첫 번째 역이라는 의미에서 P157-1을 역 번호로 사용하고 있다. 이 때문에 실제로 이 역은 P144-1번인 광명역과 함께 대한민국에서 역 번호가 가장 긴 전철역이다.

## 역 구조
1면 2선의 섬식 승강장을 갖춘 지상역이며, 반밀폐형 스크린도어가 설치되어 있다.

### 배선도
서동탄역과 병점차량사업소의 배선도는 다음과 같다.

### 승강장
| ↑ 병점    |
| ２１ \|   |
| 시·종착역 |

| 1~2 | ● 수도권 전철 1호선 | 당역 종착 병점·수원·안양·금천구청·구로·용산·광운대 방면 |

## 역명 논란
역의 위치가 화성시와 오산시 경계에서 오산시 쪽으로 들어와 있었기 때문에, 역명결정 당시 두 지자체 간 갈등이 있었다.
오산시는 역이 속한 부지 거의 대부분이 오산시 외삼미동에 속하여 있으므로 역명을 삼미로 주장하였다.
이에 화성시는 오산시가 비용분담을 거절하면서 사업추진 시 지자체 분담금을 화성시가 단독으로 부담(총 360억 원 중 한국토지주택공사 200억 원, 화성시 160억 원)하였다는 정황을 들어 동탄신도시의 이름을 딴 서동탄으로 결정해야 한다고 주장하였다.
최종적으로 역명심의를 맡은 한국철도공사는 2009년 10월 14일 화성시의 의견을 수용해 역명을 서동탄역으로 결정하였고, 이에 반발한 오산시 시민단체에서 서동탄역 역명 지정을 취소해 달라는 소송을 제기하는 사건도 있었다.

## 승차량 변동
| 노선  | 승차 인원 | 승차 인원 | 승차 인원 | 승차 인원 | 승차 인원 | 승차 인원 | 승차 인원 | 승차 인원 | 승차 인원 | 승차 인원 | 승차 인원 | 승차 인원 | 승차 인원 | 승차 인원 | 주 석 |
| 노선  | 2010년    | 2011년    | 2012년    | 2013년    | 2014년    | 2015년    | 2016년    | 2017년    | 2018년    | 2019년    | 2020년    | 2021년    | 2022년    | 2023년    | 주 석 |
| ----- | --------- | --------- | --------- | --------- | --------- | --------- | --------- | --------- | --------- | --------- | --------- | --------- | --------- | --------- | ----- |
| 1호선 | 936       | 1113      | 1238      | 1318      | 1470      | 1575      | 1623      | 1609      | 1698      | 3431      | 1268      | 1288      |           |           | [ 8 ] |

## 사진

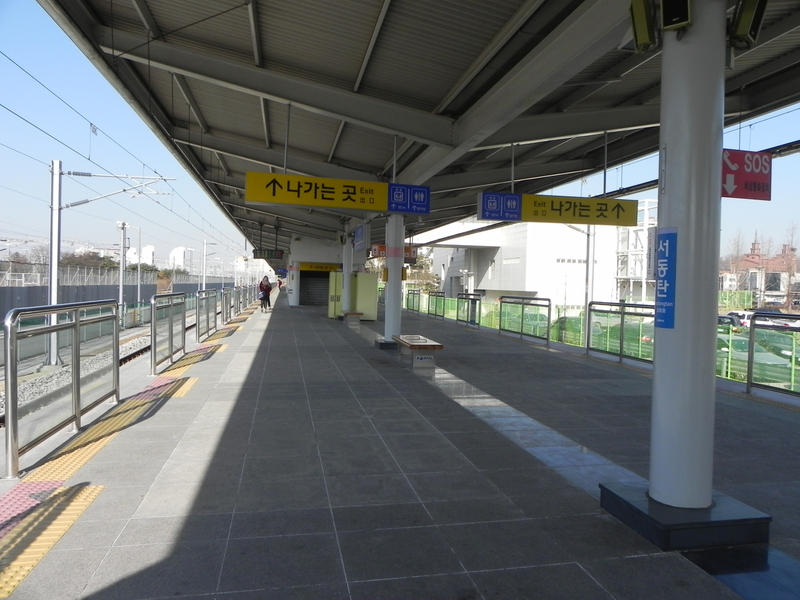
입구
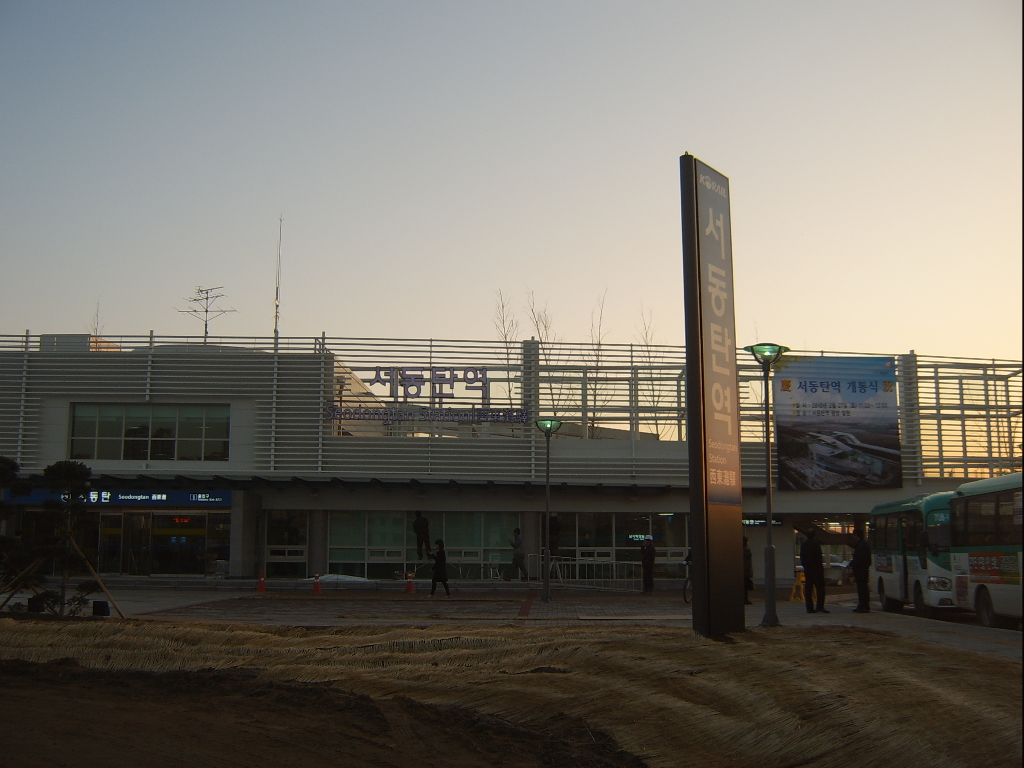
역 전경

## 인접한 역
| 병점기지선            | 병점기지선                      | 병점기지선 |
| --------------------- | ------------------------------- | ---------- |
| P157 병점 광운대 방면 | ● 수도권 전철 1호선 경부선 완행 | 시·종착역  |